# Лазарев-Станищев, Павел Акимович
Павел Акимович (Екимович, Якимович) Лазарев-Станищев (ок. 1780 — 1862, Женева) — офицер Российского императорского флота и Русской императорской армии, участник русско-турецкой войны 1806—1812 годов, Дарданелльского и Афонского морских сражений, Отечественной войны 1812 года, Войны шестой коалиции. Георгиевский кавалер, генерал-лейтенант, начальник подвижных запасных артиллерийских парков и член полевого аудиториата действующей армии.

## Биография
Происходил из дворян Лазаревы-Станищевых. Родился около 1780 года в семье морского офицера Екима Власовича Лазарева-Станищева.
С 4 мая 1797 года воспитывался в Морском кадетском корпусе; 3 июля 1801 года был произведён в гардемарины. В 1801—1803 годах был в кампании, ежегодно плавал в Балтийском море; 10 июня 1804 года произведён в мичманы.
Участник в Русско-турецкой войны 1806—1812 годов. В 1804—1808 годах на 74-пушечном линейном корабле «Святая Елена», в отряде капитан-командора С. К. Грейга, перешёл из Кронштадта в Корфу, плавал в Адриатическом море; 10—11 мая 1807 года участвовал в Дарданелльском сражении с турецким флотом и 19 июня того же года в Афонском сражении, после чего перешёл на лиссабонский рейд, и оттуда в Портсмут. В 1809 году на английском транспорте перевезён из Портсмута в Ригу; 1 марта 1810 года произведён в лейтенанты. На брандвахтенном фрегате «Эммануил» был в кампании на кронштадтском рейде. В 1811 году командуя канонерской лодкой № 11 плавал в Финском заливе. Был уволен от службы с чином капитан-лейтенанта 17 января 1812 года.
1 октября 1812 года, в период заключительного этапа Отечественной войны 1812 года, принят на службу штабс-капитаном 7-й конной роты 3-й резервной артиллерийской бригады. В 1813 году участвовал в Войне шестой коалиции, принимал участие в освобождении от французов: в феврале — Калиша, в составе русско-прусской объединённой армии 1813 года: в апреле — Саксонии, в мае — Бауцена (Сражение при Бауцене), в августе — Дрездена (Сражение при Дрездене).
15 сентября 1813 года был награждён за отличие орденом Святого Георгия 4 класса № 2677.
В 1820 году произведён в подполковники, в 1830 году — в полковники. В 1831 году состоял при Дирекции Артиллерийского департамента по особым поручениям. С 17 мая 1838 года по 27 февраля 1840 года командовал 2-й артиллерийской бригадой 2-й пехотной дивизии. 26 марта 1839 года произведён в генерал-майоры, 3 апреля 1849 года — в генерал-лейтенанты. Служил начальником подвижных запасных артиллерийских парков действующей армии, в 1855 году назначен членом полевого аудиториата действующей армии.
На службе находился до 1857 года.
Умер в Женеве 21 апреля (3 мая) 1862 года.

## Семья
Супруга — Екатерина Дмитриевна Балашева? Их дети: 
- Елизавета (22.06.1831, Санкт-Петербург — ?) — художник по исторической живописи[8], жена А. Г. Рейтерна — генерал-адъютанта, командира лейб-гвардии Драгунского полка и в 1871—1873 годах Таврического губернатора.
- Дмитрий (22.10.1832, Санкт-Петербург — ?).